# Bettolle
Bettolle ist ein Ortsteil (Fraktion, italienisch frazione) der Gemeinde Sinalunga in der Provinz Siena, Region Toskana in Italien.

## Geografie
Der Ort liegt ca. 5 Kilometer östlich des Hauptortes Sinalunga und ca. 40 Kilometer südöstlich der Provinzhauptstadt Siena im Chiana-Tal. Neben dem Chiana sind die Torrenti Esse und Foenna wichtige Gewässer unweit des Ortes. Der Ort liegt im Bistum Montepulciano-Chiusi-Pienza und ist somit dem Erzbistum Siena-Colle di Val d’Elsa-Montalcino unterstellt. Bettole liegt bei 308 Metern, hat ca. 2500 Einwohner und ist damit der größte Ortsteil von Sinalunga. Nächstgelegene Orte neben dem Hauptort Sinalunga sind die Hauptorte der Gemeinden Foiano della Chiana und Torrita di Siena, beide liegen ebenfalls ca. 5 km entfernt.

## Geschichte
Der Ort wurde schon von den Etruskern bewohnt und wurde erstmals 1014 und dann 1040 in einer Schenkung dokumentiert. Die Burg der seneser Grafen Cacciaconti della Scialenga entstand um 1100 als Castrum Betullarum unterstand seit 1266 der Regierung in Siena, die einen Podestà einsetzten. Im Konflikt zwischen Siena und Florenz wurde Bettolle 1553 von Ascanio della Corgna aus Castiglione del Lago belagert und in Brand gesteckt. 1593 stellte der Ort von sich aus an die Herren von Sinalunga die Anfrage, sich dem Ortanschließen zu können. Dieser Anfrage wurde stattgegeben. Dies wurde in der Gebietsreform 1778 von Pietro Leopoldo d’Asburgo-Lorena  bestätigt und Bettolle wurde offiziell Ortsteil von Sinalunga. Erheblichen Aufschwung erlebte der Ort nach der Bonifica (Melioration), die in den Jahren von 1788 bis in die 1830er stattfand. Weiteren Aufschwung erhielt der Ort im 19. Jahrhundert durch den Bau des Autobahnkreuzes (siehe Verkehr).

## Sehenswürdigkeiten

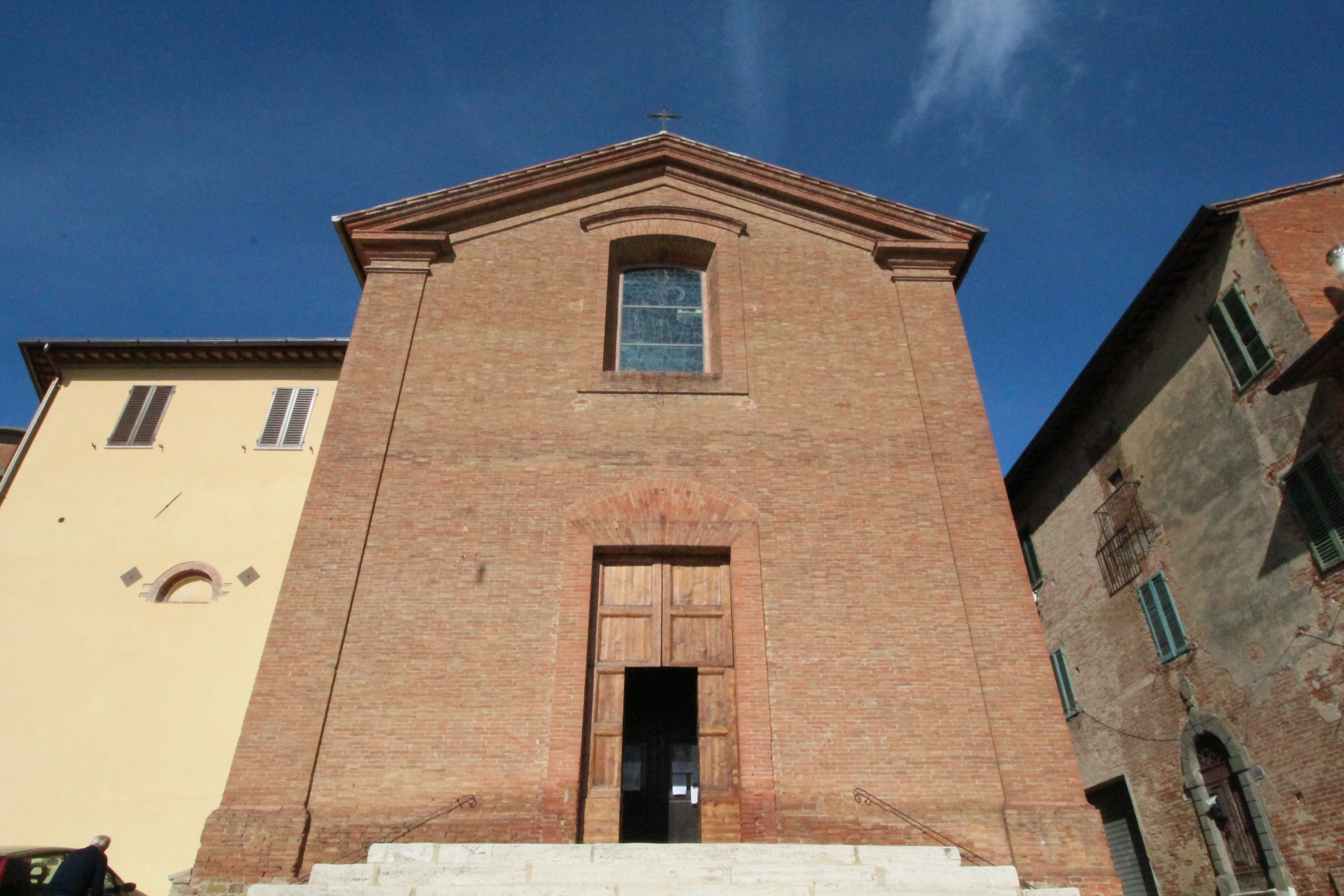
Die Kirche San Cristoforo im Ortskern

- San Cristoforo, Kirche im Ortskern. Wurde im 19. Jahrhundert auf den Resten einer älteren Pieve errichtet. Enthält in der ersten Kapelle der rechten Seite das Leinwandgemälde Martirio di San Felice aus dem 17. Jahrhundert, das einem seneser Künstler zugeordnet wird.[4] Weitere Werke in der Kirche sind La Madonna del Rosario von Sebastiano Filli[7], La Madonna con il Bambino von Nicolò Nasini und San Pietro in ginocchio von Bernardino Mei (alle aus dem 17. Jahrhundert).[6]
- Chiesa della Misericordia, 1877 entstandene Kirche kurz außerhalb des Ortskerns[4], die unter dem aus Sinalunga stammenden Architekten Luigi Agnolucci (1832–1926[8]) entstand.
- Monumento ai caduti, Denkmal für die Kriegsgefallenen des ersten und Zweiten Weltkrieges. Befindet sich kurz außerhalb des historischen Ortskerns an der Hauptstraße Strada Statale 327.[9]
- Monumento Ezio Marchi, am 1. November 1911 eingeweihtes Denkmal zu Ehren des Biologen Ezio Marchi (1869–1908), der in Bettolle geboren wurde[5] und für seine Studien über die Rinderrasse Chianina bekannt wurde.[10]
- Real Fattoria di Bettolle, auch Villa Granducale oder Villa Puccio Prefumo[5] genannt, entstand am Anfang des 18. Jahrhunderts[10] und gehörte bis 1755 zum St.-Stephans-Orden.[5]

## Verkehr
- Der Ort liegt am Autobahnkreuz Val di Chiana (auch Valdichiana) an der Autostrada A1 (Autostrada del Sole). Von hier verläuft nach Osten die RA 6 nach Perugia, nach Westen beginnt bei Bettolle die sogenannte Siena–Bettolle-Verbindung, die später Teil der SS 73 (Strada statale 73 Senese Aretina, Teil er Europastraße 78) wird und in Siena in die Straßen nach Florenz und Grosseto übergeht (Tangenziale Ovest di Siena).
- Die nächstgelegene Bahnstation ist Sinalunga mit Verbindungen nach Arezzo, Siena und Chiusi-Chianciano Terme.

## Bilder

Bilder von Bettolle
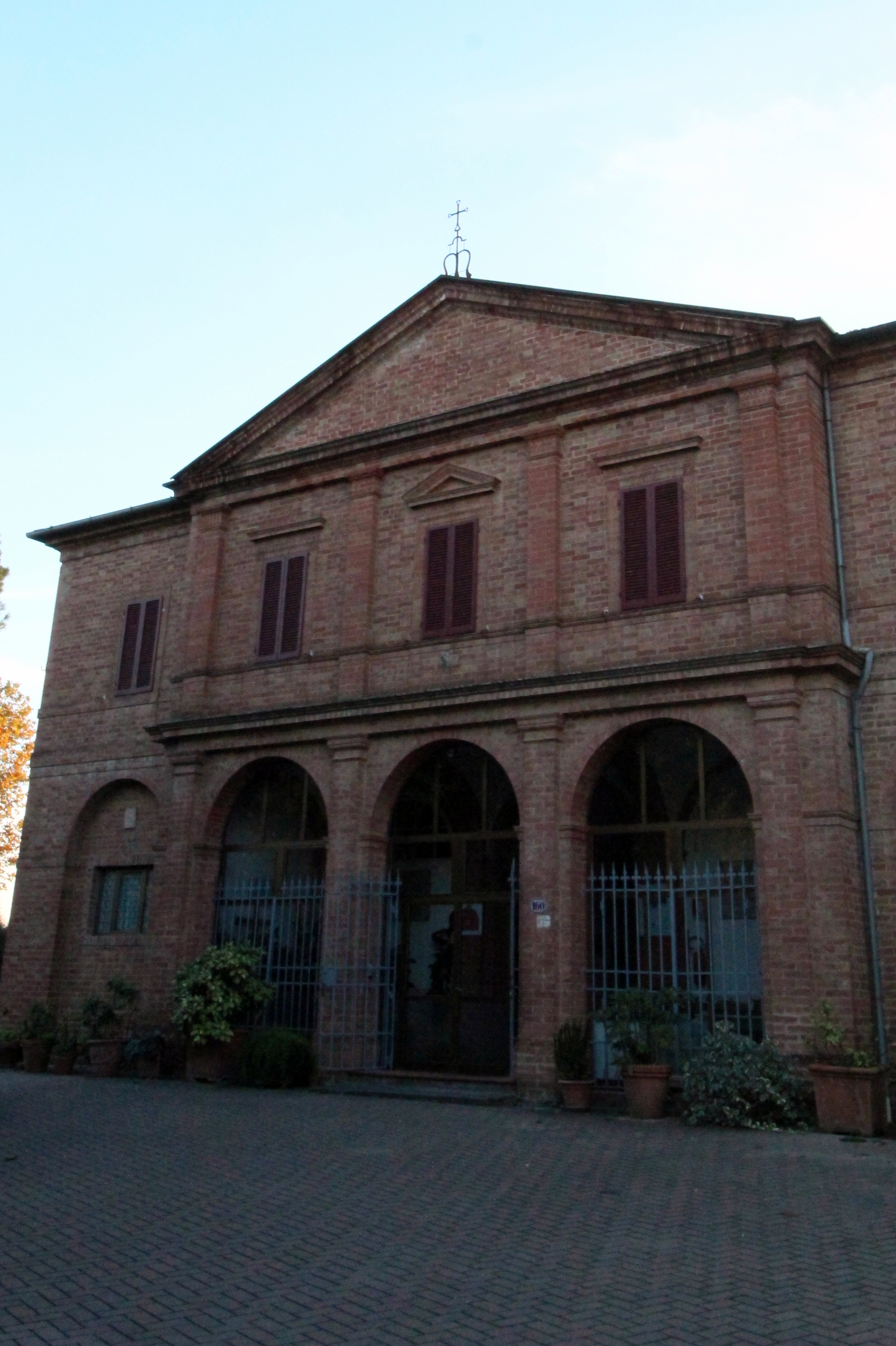
Die Chiesa della Misericordia
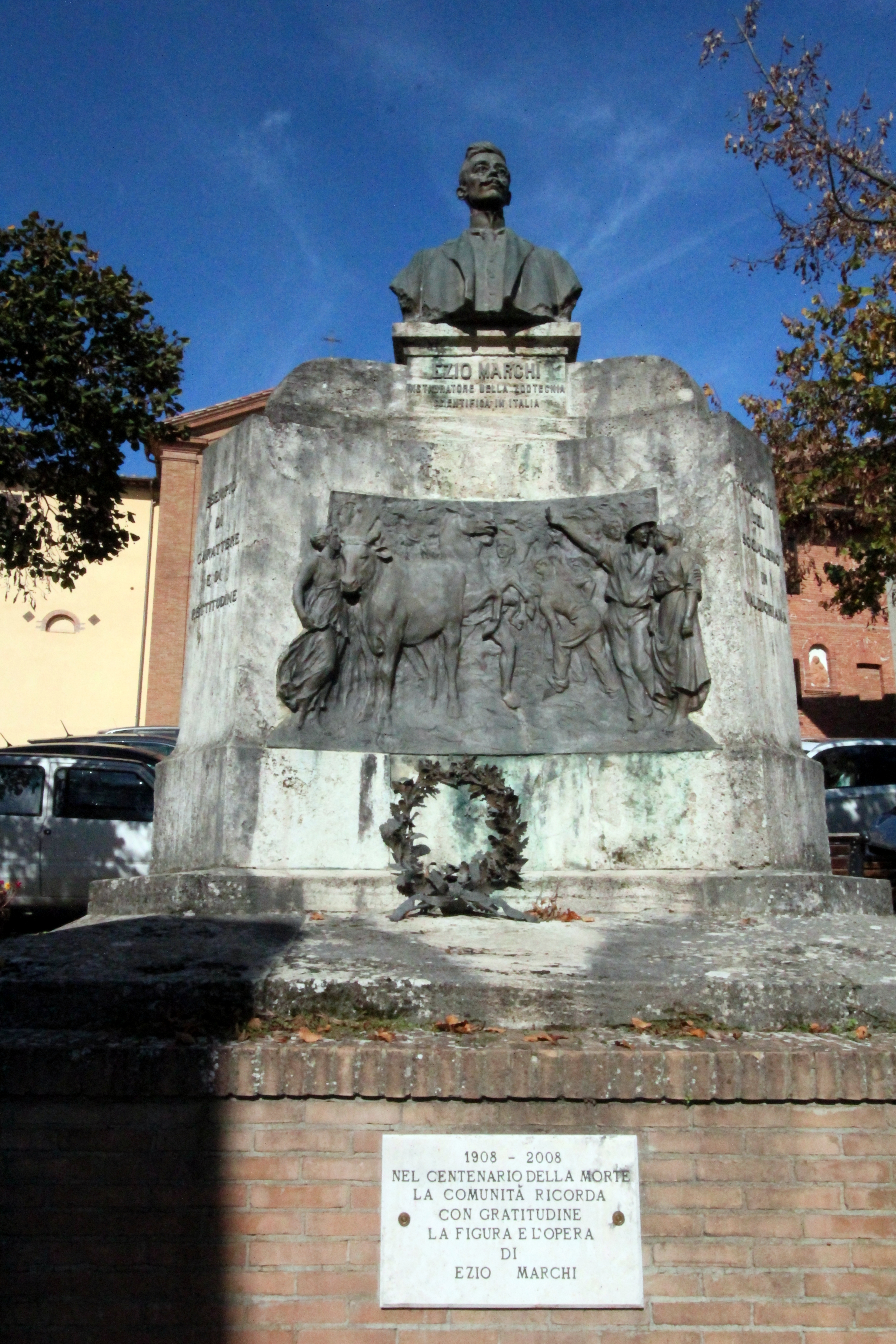
Das Denkmal für Ezio Marchi
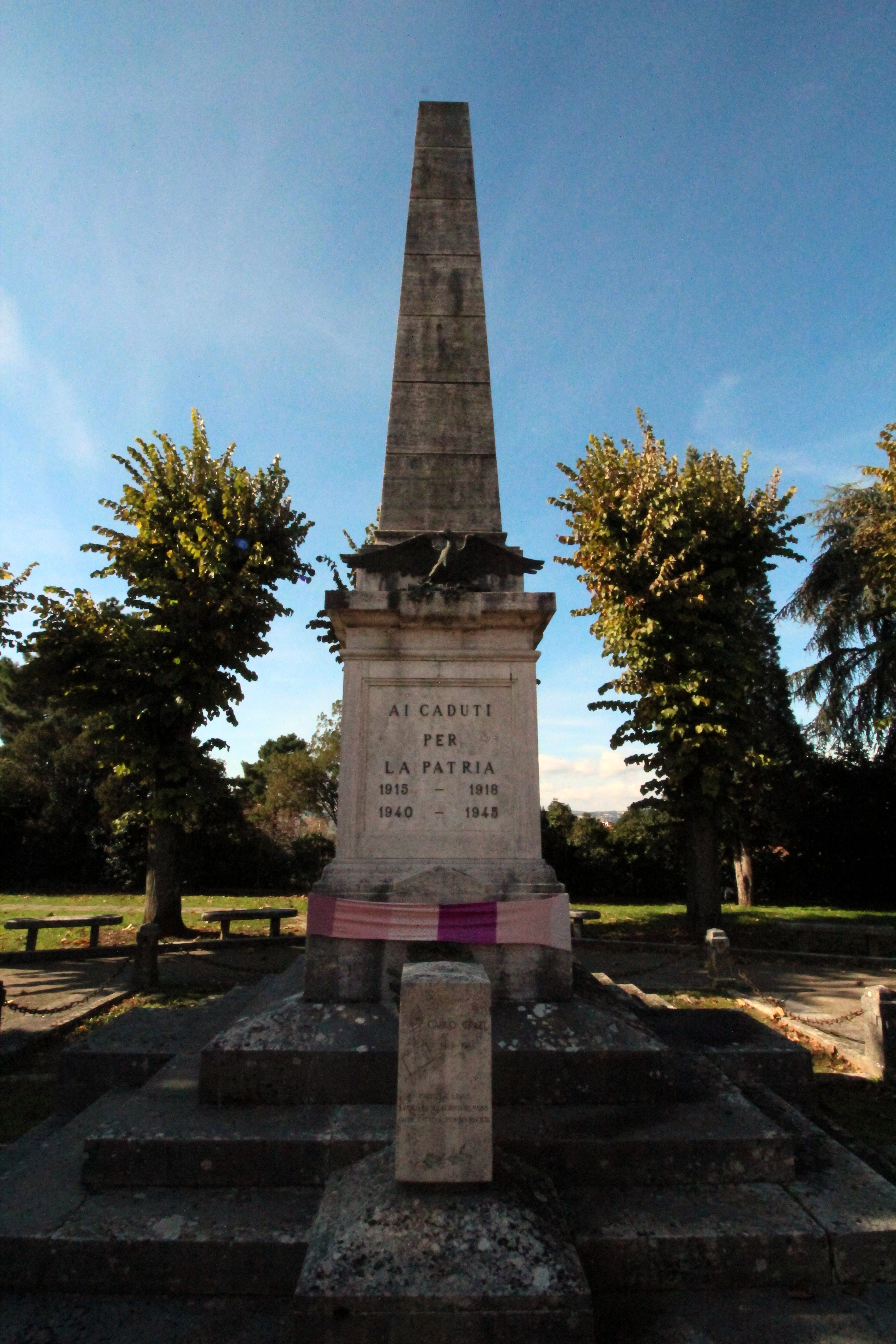
Monumento ai Caduti, Denkmal für die Gefallenen der beiden Weltkriege